# The Grasshoppers
The Grasshoppers는 써니힐의 싱글 앨범이다. 1월 10일 뮤지비디오 스틸 샷이 로엔트리 아티스트 공식 트위터로 공개되었고 다음 날인 11일 뮤직비디오 티져영상이 공개되었다. 1월 13일 정식 앨범이 발매하였다.

## 트랙리스트

### The Grasshoppers
| #  | 제목            | 작사       | 작곡             | 편곡 | 재생 시간 |
| -- | --------------- | ---------- | ---------------- | ---- | --------- |
| 1. | 〈나쁜남자〉    | 미성, 코타 | 미성,코타,전자맨 | 4:01 |           |
| 2. | 〈술래잡기〉    | 김이나     | 이민수           | 3:31 |           |
| 3. | 〈베짱이 찬가〉 | 김이나     | 이민수           | 3:53 |           |

## Yutube 영상
- "써니힐 - 베짱이찬가 TEASER " MV
- "써니힐 - 베짱이찬가 HD" MV
- "써니힐 - 베짱이찬가" MV